# Giuseppe Pando
Giuseppe (Joe) Pando (Calabrië, 19 maart 1931) is een Italiaans-Canadees componist, dirigent en klarinettist.

## Levensloop
Pando studeerde zowel accordeon alsook klarinet. In 1952 vertrok hij naar Canada en werd aldaar klarinettist in het leger. Te eerst speelde hij in de "Royal Canadian Ordnance Corps band" in Montreal en later in de "Royal Canadian Artillery band" eveneens in Montreal. In deze tijd studeerde hij aan de "Canadian Forces School of Music" en behaalde zijn kapelmeester diploma in 1974. Vervolgens werd hij dirigent van de "Stadacona band" in Halifax. 
Naast verschillende bewerkingen van klassieke en filmmuziek (selectie uit "God Father")  voor harmonieorkest schrijft hij eigen werk, vooral marsen. De bekendste marsen zijn Confederation march en de Quebec march.

## Composities

### Werken voor harmonieorkest
- Canadians à l'Entrager
- CHFQ
- Confederation march
- M "148"
- Quebec march
- R.S.L. Wally